# Anuketemheb
Anuketemheb ("Anuket ngự nơi yến tiệc") là một vương nữ trong lịch sử Ai Cập cổ đại. Dựa vào niên đại của quách đá chôn cất, Anuketemheb có thể sống vào thời kỳ Vương triều thứ 19.
Anuketemheb chỉ được biết đến duy nhất qua cỗ quách bằng đá hoa cương đỏ đã vỡ vụn hơn 200 mảnh trong ngôi mộ KV10, chủ yếu nằm ở mặt trên của phần nắp. Cỗ quách này sau đó được tái sử dụng để chôn cất một vương hậu tên Takhat, không rõ đó là mẹ của Amenmesse hay là mẹ của Ramesses IX, vì tên của vương hậu này được khắc lại ở mặt dưới của nắp. Hai danh hiệu "Con gái của Nhà vua" và "Nữ chúa nơi cung điện" lần lượt được thay thế bằng "Phu nhân của Nhà vua" và "Chính thất Vương hậu".
Trên tường đền Luxor có khắc phù điêu các vương nữ của Ramesses II trong một đám rước, mà một trong các vị ở cuối hàng có phần tên sau đọc là emheb (phần trước đã bị hư hại). Có thể, vương nữ này chính là Anuketemheb. Kiểu cách trang trí trên nắp quách của Anuketemheb/Takhat có nhiều nét tương đồng với của nắp quách Nefertari và Meritamen, hai mẹ con và cũng đồng thời là Chính thất Vương hậu của Ramesses II, và của cả pharaon Merneptah kế vị sau đó. Điều này cho thấy, quách của Anuketemheb/Takhat phải có niên đại từ thời Vương triều thứ 19.
Quá trình thu thập các mảnh vỡ đến cuối năm 2018 đã thu được 90% nắp quách. Nhà phục chế Lotfi Hassan và nhà khảo cổ học Lyla Pinch-Brock đã hợp tác phục chế nắp quách này.